# حناء ليندهولم
حناء ليندهولم (بالفنلندية: Henna Lindholm) هي متزلجة فنية فنلندية، ولدت في 4 مايو 1989 في هلسنكي في فنلندا.

## وصلات خارجية
- حناء ليندهولم على موقع الاتحاد الدولي للتزلج (الإنجليزية)